# Імре Петерді
І́мре Пете́рді (угор. Peterdi Imre; народився 31 травня 1980, Дунауйварош, Угорщина) — угорський хокеїст, нападник. Наразі виступає за «Будапешт Старс». У складі національної збірної Угорщини провів 104 матчі; учасник чемпіонатів світу 2002 (дивізіон I), 2003 (дивізіон I), 2004 (дивізіон I), 2005 (дивізіон I), 2006 (дивізіон I), 2007 (дивізіон I), 2008 (дивізіон I), 2009 і 2010 (дивізіон I). У складі молодіжної збірної Угорщини учасник чемпіонатів світу 1999 (дивізіон I) і 2000 (дивізіон II). 
Виступав за «Дунаферр» (Дунауйварош)/«Дунауйварош», «Тиса Волан», «Уйпешт» (Будапешт), «Напшут Янув» (Катовіце), «Альба Волан» (Секешфехервар), «Будапешт Старс».